# Child of Allah
„Child of Allah“ je druhý (a poslední) singl britského folkového dua The Sallyangie. Byl vydán v zimě 1972 (viz 1972 v hudbě), tedy víc než tři roky po rozpadu skupiny. Sally Oldfieldová zařadila píseň „Child of Allah“ i na své debutové sólové album Waterbearer vydané v roce 1978.

## Seznam skladeb
1. „Child of Allah“ (Mike a Sally Oldfieldovi) – 2:55
2. „Lady Go Lightly“ (Mike a Sally Oldfieldovi) – 3:03